# Grand Theft Auto: San Andreas
- Grand Theft Auto: San Andreas[7] (prescurtat și GTA:SA) este un joc video de acțiune și aventură dezvoltat de Rockstar North și publicat de Rockstar Games. Este al treilea joc 3D din seria Grand Theft Auto și al șaptelea din serie per total, precum și al treilea din era 3 a acesteia, fiind precedat de Grand Theft Auto: Vice City și succedat de Grand Theft Auto Advance.  Jocul a fost lansat inițial pentru PlayStation 2 în octombrie 2004, iar mai târziu și pentru numeroase alte platforme, precum Windows, Xbox, Mac OS X, Android, iOS, Windows Phone, Xbox 360, PlayStation 2, Playstation 3, PlayStation 4 și Xbox One.

Atmosfera din San Andreas este inspirată de cultura americană a anilor 1990. Acțiunea jocului are loc în anul 1992 în statul fictiv titular, San Andreas, format din trei orașe principale (Los Santos, inspirat de Los Angeles; San Fierro, inspirat de San Francisco; și Las Venturas, inspirat de Las Vegas) și urmărește povestea fostului gangster Carl "CJ" Johnson se întoarce acasă pentru că mama sa a fost ucisă și încearcă să-și reclădească vechea bandă, dar întâmpină probleme din partea unor bande rivale, polițiști corupți și alți inamici, ajungând curând să călătorească prin întregul stat în timp ce caută să se îmbogățească prin diferite mijloace și să se răzbune pe toți cei care i-au greșit.
După lansare, San Andreas a fost un succes comercial și critic, având în prezent peste 21.5 milioane de copii vândute și devenind astfel cel mai bine vândut joc din 2004 și pentru PlayStation 2 din toate timpurile. Jocul rămâne popular și în prezent și este considerat unul dintre cele mai memorabile și importante titluri din a șasea generație a industriei jocurilor video, datorită lumii sale vaste și detaliate și a elementelor de RPG, în special nivelului ridicat de costumizare a protagonistului Carl "CJ" Johnson.

## Istorie
Pe 1 martie 2004, Take-Two a anunțat că jocul Grand Theft Auto: San Andreas va fi lansat pe data de 19 octombrie 2004 în America de Nord, în 22 octombrie în Europa, iar pe 29 octombrie în Australia. Prima informație despre joc era că San Andreas nu va fi un oraș, ci un stat în cadrul căruia se află trei orașe și zonele din jurul acestora.
Pe data de 9 septembrie 2004, Take-Two a anunțat amânarea lansării cu o săptămână. Tot atunci a anunțat că jocul va fi lansat și pe Windows și Xbox.
San Andreas a fost lansat pentru PlayStation 2 în 26 octombrie 2004 în America de Nord iar pe 29 octombrie 2004 în Europa și Australia. În Japonia jocul a apărut pe piață doar pe data de 25 ianuarie 2007. Versiunile Windows și Xbox au fost lansate pe data de 7 iunie 2005 în America de Nord și pe 10 iunie 2005 în Europa și Australia.

## Derularea jocului
San Andreas este structurat similar celor două jocuri precedente. În mare jocul este alcătuit din elemente RPG și condus, care îi oferă jucătorului un spațiu vast pentru a acționa. Pe jos, jucătorul poate să meargă, să fugă, să înoate, să se cațere sau să sară; de asemenea, el poate avea asupra sa arme și obiecte de luptă corp la corp. Jucătorul poate folosi un mare număr de vehicule, printre care automobile, bărci, elicoptere, avioane, trenuri, tancuri, motociclete și biciclete.
Spațiul vast poate fi explorat de jucător după poftă, deși trebuie urmat un curs al misiunilor pentru a debloca noi orașe și abilități. Când jucătorul nu se află într-o misiune poate să facă ce dorește, dar unele acțiuni atrag atenția autorităților. Cu cât jucătorul este mai periculos, cu atât crește atenția autorităților, care intervin, după caz. Pentru infracțiuni minore (atacarea oamenilor, îndreptarea unei arme către un cetățean, furtul de vehicule, omorâtul a câtorva oameni,...) intervine poliția, iar dacă aceasta nu face față, intervine SWAT, după aceea FBI, iar dacă nici aceștia nu fac față, intervine armata, inclusiv cu tancuri.
În plus, jucătorul poate să joace misiuni secundare. Misiunile secundare clasice erau practicarea taximetriei, stingerea focurilor (ca pompier), prinderea criminalilor (ca polițist), salvarea oamenilor (ca medic pe ambulanță). La aceste misiuni s-au adăugat furatul din case, proxenetismul, condusul camioanelor și al trenurilor (cu scopul de a livra o anumită marfă la timp), precum și școli de pilotaj (avioane și elicoptere), școli de șoferi (pentru mașini și motociclete) și școli de condus bărci. În acest fel se pot ameliora abilitățile jucătorului în domeniul respectiv și se pot cumpăra case.

## Locații
Acțiunea se petrece în statul ficțional San Andreas, inspirat de statele americane California și Nevada, și cuprindre trei orașe mari, inspirate de unele din viața reală: Los Santos (corespondent lui Los Angeles, California), San Fierro (corespondent lui San Francisco, California) și Las Venturas (corespondent lui Las Vegas, Nevada). Jucătorii pot urca până la 800 m, pe Muntele Chiliad (bazat pe Mount Diabolo); pot sării din diferite locuri cu parașuta; sau pot vizita 12 orășele rurale, situate în cele trei regiuni care fac legătura dintre orașele principale:  Red County, Flint County, și Bone County. Alte destinații notabile sunt Barajul Shermann (bazat pe Barajul Hoover), baza militară secretă Area 69 (corespondentă Zonei 51 - ca și în realitate, și în joc există zvonuri despre o prezență extraterestră aici) și multe forme geografice diferite (de la munți și păduri întinse, la deșerturi masive). Mărimea statului San Andreas este de aproximativ 36 km2 (13,9 mile2), adică aproape de 4 ori cât Vice City și de 5 ori cât Liberty City.

### Los Santos
Los Santos este cel mai mare oraș din joc. Precum Los Angeles, el este alcătuit din mai multe cartiere, iar unele cartiere sunt stăpânite de bande de stradă. Unele din cele mai importante cartiere din joc sunt Ganton, Willow Field, Jefferson, Idlewood și East Los Santos, bazate pe cartierele Compton, Willowbrook, Watts, Inglewood, respectiv East Los Angeles. Centrul este la fel de aglomerat ca și Downtown Los Angeles; de asemenea se găsesc și cartierele Rodeo și Mulholland bazate pe Beverly Hills și denumite după Rodeo Drive; plajele fac parte din cartierele Santa Maria și Verona Beach, bazate pe Santa Monica și Venice Beach; Vinewood și masivul semn Vinewood sunt bazate pe Hollywood și semnul Hollywood. În Los Santos se găsesc repere specifice L.A.-ului precum: Turnurile Watts, Centrul de Convenții L.A., Turnul Capitol, Primăria, Turnul Băncii U.S., Observatorul Griffith, Forumul, digul Santa Monica, Podul Thomas Vincent, Strada Rodeo Drive, Walk of Fame, Hotelul Bonaventure, teatrul Chinezesc Graumann's și intersecțiile. În acest oraș exista un departament de poliție, acesta se numeste Los Santos Police Department, avându-i ca lider pe Frank Tenpenny si co-lider Eddie Pulaski NeverDie fiind cel mai cunoscut agent din aceste departament.

### San Fierro
San Fierro este cel mai mic oraș. El este, precum San Francisco, caracterizat de terenul deluros și tramvaiele trase de cabluri. În San Fierro se găsesc unele repere specifice orașului real: Hashbury(Haight-Ashbury district), Queens(Castro district), Chinatown, Gant Bridge(Golden Gate Bridge), care leaga San Fierro-ul de Las Venturas. Mai e și Big Pointy Building(Piramida Transamerica),Windy Street(Strada Lombard), părți din vechea autostradă Cypress Street Viaduct, care căzut a în 1979 în timpul unui cutremur și primăria care se aseamănă foarte mult cu cea reală. Lângă docuri se află un portavion și un submarin. Are și tramvaiele din orașul San Francisco, California, care funcționează prin curent subteran.

### Las Venturas
Las Venturas este al doilea oraș ca mărime din joc. El întruchipează Las Vegas, având multe cazinouri. În cazinouri, jucătorii pot participa la jocuri precum blackjack, poker, ruletă sau renumitele "slot machines". În plus există și cluburi de strip-tease(jucătorul plătește, iar stripteusa schimbă dansul). Strada principală din Las Vegas se numește Las Vegas Strip, iar cea din joc Las Venturas Strip. Aici se găsesc principalele cazinouri: Come-a-Lot (Excalibur Hotel and Casino), The Camel's Toe (Luxor Hotel), Pirates In Men's Pants (Treasure Island), The Visage (The Mirage), The Clown's Pocket (Circus Circus), V-Rock Hotel and Casino (Hard Rock Hotel and Casino), Cazinoul Cei Patru Dragoni (Imperial Palace) și Palatul Caligula (Caesar's Palace). Alte cazinouri sunt Pink Swan, Starfish Casino, High Roller și Royal Casino. Alte repere importante sunt semnul "Welcome to Fabulous Venturas" (denumit după "Welcome to Fabulous Vegas") și "Venturas Avery Carrington and Candy Suxxx" (după Vegas Vegas Vic and Vicki). Multe camere de hotel se pot cumpăra. În jurul Venturasului este deșert, iar în oraș se poate găsi și Old Venturas Strip (după Old Vegas Strip), unde se găsesc câteva cazinouri vechi și niște cluburi de striptease. De asemenea, în deșertul de lângă Las Venturas se află și Area 69 (inspirată de Zona 51).

## Personaje
Personajele care apar în San Andreas sunt foarte diverse și corelate cu locurile în care apar, ceea ce permite apariția a mai multor misiuni decât în GTA III și GTA Vice City. Personajul principal este Carl "CJ" Johnson, un tânăr afro-american care face parte dintr-o bandă de stradă. Los Santos este "câmpul de luptă" pentru teritoriu și respect al mai multor bande de stradă, printre care Grove Street Families, Ballas, Vagos, Varrios Los Aztecas, Seville Boulevard Families și Temple Drive Families (ambele dintre ultimele două fiind sub-secțiuni ale Grove Street). Alte bande importante sunt Triadele (Chinezii), Da Nang Boys (Vietnamezii) și San Fierro Rifa, dar acestea își fac veacul în San Fierro. Totuși, Triadele apar și în Las Venturas, deținând câteva cazinouri și având o rivalitate mare cu Mafia, care controlează mare parte din oraș.
Ca și în jocurile anterioare, vocile personajelor sunt ale unor celebrități, precum David Cross, Andy Dick, Samuel L. Jackson, James Woods, Peter Fonda, Charlie Murphy, Frank Vincent, Chris Penn, Danny Dyer, Sara Tanaka; rapperii Ice T, Chuck D, Frost, MC Eiht and The Game și muzicienii  George Clinton, Axl Rose și Shaun Ryder. Young Maylay își face debutul ca vocea lui CJ.

### Personaje principale
- Carl Johnson (CJ) - Carl este protagonistul jocului. El locuiește în Los Santos, în cartierul Ganton, și este co-liderul Grove Street Families. Timp de 5 ani înainte de evenimentele jocului, el a lucrat în Liberty City, dar se întoarce în Los Santos după ce află de moartea mamei lui. Aici, el se reîntâlnește cu toți prietenii lui vechi și își face și câțiva noi, dar și dușmani, în special ofițerul de poliție corupt Frank Tenpenny, care îl obligă să facă tot felul de treburi murdare pentru el și care ajunge să-l exileze din Los Santos. Totuși, acest lucru se întoarce împotriva lui deoarece CJ își face o mulțime de noi prieteni și aliați, devine bogat și de succes (printr-un garaj în San Fierro, un cazinou în Las Venturas și managementul rapper-ului Madd Dogg) și se întoarce în Los Santos, unde recucerește orașul pentru Grove Street și se răzbună pe el și pe Big Smoke.
- Sean Johnson (Sweet) - Sweet este fratele mai mare al lui Carl și liderul Grove Street Families. La început, el este supărat că CJ a lăsat Grove Street și toți prietenii și familia lui de izbeliște, dar până la urmă se împacă cu el și cei doi lucrează împreună pentru a readuce Grove Street la putere și a-i elimina pe Ballas, rivalii lor. Mai târziu, Sweet ajunge la închisoare în timp ce CJ este exilat din Los Santos, dar acesta din urmă ajunge să lucreze pentru Mike Toreno, un agent guvernamental care, în schimbul ajutorului său, îl eliberează pe Sweet. CJ se reîntâlnește cu el când se întoarce în Los Santos și, împreună, cei doi recuceresc orașul pentru Grove Street și se răzbună pe Big Smoke și Tenpenny.
- Cesar Vialpando (voce: Clifton Collins Jr.) - Cesar este iubitul lui Kendl, sora lui Carl și Sweet, și liderul bandei Varrios Los Aztecas din Los Santos. La început, Sweet nu are încredere în el și îl trimite pe CJ să-l spioneze, dar acesta descoperă că Cesar este o persoană bună și chiar ține mult la Kendl, cei doi devenind în cele din urmă prieteni buni. Mai târziu, Cesar este trădat de prietenii lui la fel ca și Carl, astfel că pleacă din Los Santos împreună cu Kendl pentru a-l ajuta să facă rost de bani, ajungând astfel să lucreze alături de el pentru a deschide un garaj în San Fierro și mai târziu pentru a elimina Sindicatul Locco, principalul furnizor de droguri al lui Big Smoke și Ryder. Când Carl se întoarce în cele din urmă în Los Santos, Cesar și Kendl se întorc și ei, pentru a-l ajuta să-și rezolve ultimele probleme rămase, Big Smoke și Tenpenny. Cesar îi cere mai târziu lui CJ să-l ajute să recapete teritoriul bandei sale și, după ce Carl face acest lucru, Grove Street reajunge în cele din urmă la putere și astfel CJ află unde se ascunde Big Smoke. Cesar este văzut ultima dată la finalul jocului, sărbătorind împreună cu CJ și prietenii și familia lui.
- Frank Tenpenny - Tenpenny este antagonistul principal al jocului. El este un ofițer de poliție corupt din Los Santos și liderul echipei C.R.A.S.H.(Community Resources Against Street Hoodlums), al cărui principal scop este prevenirea violenței dintre bandele stradale din Los Santos, deși în realitate Tenpenny și echipa sa lucrează alături de mare parte dintre aceste bande, mai ales cu Ballas, rivalii Grove Street. Înainte de evenimentele jocului, Tenpenny omoară un ofițer de la Afacerile Interne care urma să-l dea în vileag și mai târziu, când CJ se întoarce în Los Santos, îl învinovățește pe acesta, forțându-l astfel să facă tot felul de treburi murdare pentru el. Carl descoperă în cele din urmă că Tenpenny, Big Smoke și Ryder au organizat împreună moartea mamei sale, dar Tenpenny îl arestează pe Sweet și îl exilează pe CJ din Los Santos, continuând să-i dea misiuni în schimbul siguranței lui Sweet în închisoare. Mai târziu, Tenpenny începe să fie investigat de guvern pentru corupția și toate celelalte crime ale sale, dar din cauza lipsei de dovezi este lăsat în pace, ceea ce cauzează o revoltă la nivelul întregului Los Santos. Astfel, la finalul jocului, Tenpenny încearcă să fugă din oraș, dar CJ și Sweet îl urmăresc și Tenpenny moare în cele din urmă într-un accident de mașină.
- Melvin Harris (Big Smoke) - Big Smoke este unul dintre prietenii din copilărie ai lui Carl și un membru de rang înalt al Grove Street Families, dar mai târziu trădează banda și devine antagonistul secundar al jocului. El se reîntâlnește cu CJ când acesta se întoarce în Los Santos și începe să lucreze alături de el pentru a readuce Grove Street la putere, deși majoritatea misiunilor pe care i le dă lui Carl sunt pentru beneficiul propriu sau al C.R.A.S.H.. Big Smoke locuiește în Idlewood, un cartier controlat de Ballas, și este adesea vizitat de ofițerii Tenpenny și Pulaski. El susține că cei doi îl amenință, la fel ca și pe CJ, și că a primit locuința ca moștenire de la mătușa sa, dar în realitate el a trădat Grove Street și s-a aliat cu Tenpenny și cu Ballas, și mai târziu și cu alte organizații precum Mafia Rusă, Vagos și Sindicatul Locco, pentru bani și putere. De asemenea, el este cel care a aranjat moartea lui Beverly Johnson, mama lui Carl și Sweet, deși acest lucru a fost un accident, ținta fiind de fapt Sweet. CJ află în cele din urmă de acest lucru, dar nu îl poate opri deoarece Tenpenny îl exilează din Los Santos. În timpul în care CJ este plecat, Big Smoke devine cel mai mare lord de droguri din oraș, își construiește propriul imperiu și se mută într-o fortăreață bine păzită. La finalul jocului, când CJ se întoarce în Los Santos, el îl găsește și confruntă pe Big Smoke în fortăreața sa, omorându-l pentru trădarea sa.
- Lance Wilson (Ryder) - Ryder unul dintre prietenii din copilărie ai lui Carl și un membru de rang înalt al Grove Street Families, dar mai târziu trădează banda pentru bani și putere, la fel ca și Big Smoke. Ryder se reîntâlnește cu CJ când acesta se întoarce în Los Santos și începe să lucreze alături de el pentru a readuce Grove Street la putere, furând împreună arme de calitate superioară pentru membrii Grove Street din diverse surse din Los Santos. Ryder locuiește în cartierul Ganton, chiar lângă casa lui Carl, și conduce un pick-up vișiniu. Spre deosebire de Big Smoke, el a trădat Grove Street și s-a aliat cu Tenpenny și cu Ballas mai mult din obligație decât din bună voie, el fiind în secret amenințat de Big Smoke că îl omoară dacă se opune sau dacă le dezvăluie lui Carl și Sweet trădarea lui (după cum este sugerat de câteva ori pe parcursul jocului). CJ află în cele din urmă de trădarea lui și a lui Big Smoke, dar nu poate face nimic deoarece Tenpenny îl exilează din Los Santos. Când se află în San Fierro, CJ descoperă Sindicatul Locco, principalul furnizor de droguri al lui Big Smoke și Ryder, și interceptează o întâlnire între acesta și niște Ballași, printre care și Ryder. Cu ajutorul lui Cesar Vialpando și al Triadelor, Carl reușește să-l omoare pe unul dintre liderii sindicatului, T-Bone Mendez, iar apoi și pe Ryder, care a încercat să fugă.
- Mike Toreno - Toreno este principalul lider al Sindicatului Locco, o organizație din San Fierro care se ocupă cu droguri, fiind principalul furnizor al lui Big Smoke și Ryder. Carl câștigă încrederea organizației lucrând puțin pentru ea, dar în cele din urmă îi trădează, distrugând elicopterul lui Toreno, omorându-i pe ceilalți doi lideri, Jizzy B. și T-Bone Mendez, și distrugându-le fabrica de droguri. La scurt timp după toate acestea, Toreno îl contactează pe CJ folosind o voce distorsionată digital și îi cere să-l întâlnească la cabana lui din deșert, unde îi dezvăluie că este încă în viață și că este de fapt un agent guvernamental sub acoperire, cerându-i apoi diverse favoruri în schimbul eliberării lui Sweet din închisoare. După ce Carl se întoarce în Los Santos, Toreno îi cere o ultimă favoare și apoi își ține cuvântul, eliberându-l pe Sweet și trimițându-l pe CJ să-l ia cu mașina din fața secției de poliție. Toreno nu mai este văzut niciodată după aceasta.
- Wu Zi Mu (Woozie) - Wu Zi Mu, sau Woozie pe scurt, este liderul Mountain Cloud Boys, un grup de Triade, precum și co-liderul Triadelor din San Fierro, și mai apoi și din Las Venturas. El este orb, fiind mereu însoțit de cineva care să-l ajute să meargă, dar are în schimb foarte mult noroc. El locuiește în Cartierul Chinezesc din San Fierro, dar mai târziu deschide un cazinou în Las Venturas numit Cazinoul Cei Patru Dragoni. Woozie îl cunoaște pe Carl în timpul unei curse de mașini și mai târziu, după ce acesta se mută în San Fierro, îi cere ajutorul într-un război cu banda Da Nang Boys. Carl lucrează alături de Woozie pentru Ran Fa Li, celălalt co-lider al Triadelor și superiorul lui Woozie, reușind să-l salveze pe acesta de la o încercare de asasinare și în cele din urmă eliminându-i definitiv pe Da Nang Boys din San Fierro. După toate acestea, Woozie îi câștigă în sfârșit respectul lui Ran Fa Li, iar el și Carl  devin prieteni buni, astfel că, ceva timp mai târziu, Woozie îl anunță pe CJ de cazinoul din Las Venturas și îi învită pe el și pe Ran Fa Li să-i devină parteneri de afaceri. Totuși, cazinoul suferă din cauza Mafiei care controlează orașul, astfel că CJ îl ajută să plănuiască un jaf asupra Cazinoului Caligula, deținut de Familiile Mafiote Leone, Sindacco și Forelli. După jaf, Triadele încep să dețină și ele puțină putere asupra orașului, iar Woozie îl ajută pe Carl să se întoarcă în Los Sanots și să recucerească vila lui Madd Dogg. Woozie nu mai este văzut niciodată după aceasta, dar el și Carl rămân prieteni buni și continuă să se ocupe împreună de cazinou.
- Mr.MaRiJuaNa - Este liderul grupului mafiot Grove Street. Acesta si-a recapatat titlul de "Tatal smecherilor" dupa ce a iesit din inchisoare si l-a asasinat pe JmeX (mostenitorul lui TomSincler). Din anul 2003 pana in prezent acesta are la dosar mai multe tentative de asasinat si spalare de bani.

### Personaje secundare
- Kendl Johnson - Kendl este sora mai mică a lui Carl și Sweet. Ea se ceartă adesea cu frații ei, dar ține mult la ei și le este mereu alături, de aceea vine împreună cu Cesar Vialpando, iubitul ei, în San Fierro pentru a-l ajuta pe CJ să deschidă un garaj și să facă rost de bani în urma exilării lui din Los Santos, și mai târziu se întoarce cu el în Los Santos pentru a-l ajuta să-și rezolve ultimele probleme rămase: Big Smoke și Tenpenny. Kendl este văzută ultima dată la finalul jocului, sărbătorind împreună cu CJ și prietenii lui.
- Eddie Pulaski - Pulaski este un ofițer de poliție corupt din Los Santos și membru al echipei C.R.A.S.H., colaborând cu Tenpenny în afacerile sale ilegale. Pulaski este mâna dreaptă a lui Tenpenny și cel mai de încredere om de-al său, astfel că este mereu văzut alături de acesta când Tenpenny îi dă misiuni lui CJ. Mai târziu, după ce Tenpenny începe să fie investigat de guvern, el consideră că nu mai are nevoie de ajutorul lui Carl și astfel îl trimite pe Pulaski în deșert să-l omoare pe CJ, dar și pe Jimmy Hernandez, care în secret a informat Afacerile Interne de activitățile sale ilegale. Pulaski îl pune pe Carl să-și sape propria groapă, dar Hernandez îl atacă și îl distarge, deși Pulaski reușește să-l împuște, omorându-l. Pulaski încearcă apoi să fugă cu mașina, dar CJ îl urmărește și îl ucide.
- Jimmy Hernandez - Hernandez este un ofițer de poliție din Los Santos și cel mai recent membru al echipei C.R.A.S.H., absolvind Academia de Poliție la scurt timp înainte de evenimentele jocului. Spre deosebire de Tenpenny și Pulaski, el chiar încearcă să prevină violența dintre bandele din Los Santos, dar este mai mereu batjocorit de cei doi colegi de echipă ai săi. Înainte de evenimentele jocului, el a fost forțat de Tenpenny și Pulaski să omoare un ofițer de la Afacerile Interne care urma să-i dea în vileag, dar în cele din urmă îi raportează chiar el Afacerilor Interne, ceea ce duce la o investigație a guvernului asupra lui Tenpenny. După ce află de acest lucru, Tenpenny îl trimite pe Pulaski în deșert să-l omoare pe Hernandez odată cu CJ. Deși Pulaski reușește să-l ucidă pe el, Hernandez îi distrage atenția și astfel îi salvează viața lui Carl, care apoi îl urmărește și omoară pe Pulaski.
- Jeffrey Cross (OG Loc) - OG Loc este un prieten vechi de-al familiei Johnson și de-al lui Big Smoke, precum și un membru ocazional al Grove Street Famillies. El este adesea sfătuit de Big Smoke și Sweet să meargă la colegiu și să își continuie studiile, dar el refuză să-i asculte de fiecare dată, dorind să devină un gangster. După ce este eliberat din închisoare, el îi cere ajutorul lui CJ în a-i omorî fostul coleg de celulă homosexual, iar apoi se angajează ca om de serviciu la un restaurant Burger Shot. În timp ce lucrează acolo, OG Loc îi mai cere ajutorul lui CJ pentru a-și începe cariera de rapper, punându-l să fure niște echipament muzical de la o petrecere pe plajă și mai târziu să fure cartea cu cântece a lui Madd Dogg, precum și să-l ucidă pe managerul acestuia. În timpul exilului lui Carl din Los Santos, OG Loc își împlinește în cele din urmă visul și devine un rapper bogat și cunoscut, cu ajutorul noului său agent, Big Smoke. Mai târziu, Carl și Madd Dogg se întorc în Los Santos și, cum CJ a devenit între timp noul manager al lui Madd Dogg, îl ajută pe acesta să-l urmărească pe OG Loc pentru a-și recupera cartea cu cântece. OG Loc este în cele din urmă încolțit și este de acord să le înapoieze cartea și să-i lase în pace pentru totdeauna; totuși, lucrurile nu se termină chiar aici, deoarece Jimmy Silverman, un producător al companiei de discuri, vede că Madd Dogg s-a întors și îl ajută să-și recapete faima și succesul, înlocuindu-l curând pe OG Loc, care ajunge astfel la faliment.
- The Truth - The Truth este un hipiot obsedat de teorii conspiraționiste despre guvern și extratereștri, care deține o fermă de iarbă la periferia orașului San Fierro. El este un vechi client de-al lui Tenpenny, căruia i-a vândut mare parte din iarba sa, și îl cunoaște pe Carl prin intermediul acestuia, Tenpenny punându-l pe CJ să lucreze puțin timp pentru The Truth, pentru a mai plăti din datoriile sale față de el. The Truth și CJ devin rapid prieteni apropiați și, după ce poliția află de ferma sa, The Truth îi cere ajutorul lui Carl să o distrugă, pentru a scăpa de dovezi, iar apoi se mută în garajul deținut de acesta în San Fierro, unde îl ajută să-și înceapă afacerea prin a-i face cunoștință cu mecanicii Jethro și Dwaine, precum și cu geniul în electronice Zero, pe care Carl îi angajează să-l ajute cu garajul. Mai târziu, The Truth se mută din San Fierro la aerodromul abandonat de lângă Las Venturas cumpărat de către CJ, și îi cere din nou ajutorul acestuia cu câteva favoruri, ci anume să fure un jetpack guvernamental de la o bază militară din deșert, iar mai apoi și o substanță verde misterioasă de pe un tren militar. Ceva timp mai târziu, după ce ajunge în Las Venturas, CJ este sunat de The Truth, care îl pune să-i salveze pe Kent Paul și Maccer din deșert. El s-a oferit să-i ducă într-un safari prin deșertul de lângă Las Venturas, dar, după ce au fumat cu toții o specie misterioasă de cactus, ei au leșinat, fără să își mai amintească nimic din cele întâmplate; în timp ce Kent Paul și Maccer s-au pierdut prin deșert, The Truth s-a trezit, în mod misterios, singur în Los Santos. The Truth apare la finalul jocului, sărbătorind împreună cu CJ și prietenii lui.
- Madd Dogg - Madd Dogg este unul din cei mai faimoși cântăreți de rap din Los Santos. El este afectat de Carl când acesta, drept favoruri pentru OG Loc, îi fură cartea cu cântece și îi ucide managerul (deși Madd Dogg nu află niciodată că CJ este cel responsabil pentru aceste evenimente). Pierzând totul, inclusiv cariera muzicală, Madd Dogg își pariază mai târziu toți banii ramași la un cazinou din Las Venturas, pierzându-i și pe aceștia. Acest eveniment îl duce la dorința de sinucidere, dar el este salvat de către Carl, care îl duce apoi la spital. După ce Madd Dogg iese din spital, el îl răsplătește pe Carl prin a-l numi noul lui manager, iar acesta promite să-l ajute să-și recapete succesul și bogăția. Mai târziu, când CJ se întoarce în Los Santos, el îl ajută pe Madd Dogg să-și recupereze vila, pe care a vândut-o Vagoșilor pentru droguri, iar apoi, cu ajutorul lui Ken Rosenberg, Kent Paul și Maccer, îi reîncepe cariera muzicală. De asemenea, Carl și Madd Dogg îl urmăresc pe OG Loc și îi recuperează cartea cu cântece, iar Jimmy Silverman, un producător al casei de discuri, vede că Madd Dogg s-a întors și îi oferă șansa să-l înlocuiască pe Loc; astfel, Madd Dogg redevine un cântăreț faimos și de succes. Madd Dogg apare la finalul jocului, sărbătorind împreună cu CJ și prietenii lui, după ce a câștigat primul lui Disc de Aur.
- Ken Rosenberg - Ken Rosenberg este un fost avocat corupt, care a apărut anterior și în Grand Theft Auto: Vice City. După evenimentele din GTA: Vice City (care au loc în 1986, cu șase ani înainte de San Andreas), Ken a încetat să mai lucreze alături de Tommy Vercetti (protagonistul jocului respectiv), supărat că nu avea parte de respectul meritat, și s-a mutat din Vice City în San Andreas. La scurt timp înainte de evenimentele jocului, el iese din spital și este angajat de către Salvatore Leone, șeful familiei mafiote Leone, să lucreze pentru el în calitate de managerul Cazinoului Caligula din Las Venturas, în absența lui Salvatore. Ken este un vechi prieten de-al lui Kent Paul, astfel că îl cunoaște pe CJ prin intermediul acestuia, după ce Carl i-a salvat pe Paul și Maccer din deșert și i-a lăsat la Cazinoul Caligula. Carl se împrietenește rapid cu Ken și cei doi lucrează împreună pentru Mafie în încercarea prevenirii unui război între cele trei familii, dar acest lucru este de scurtă durată, deoarece, după moartea accidentală a lui Johnny Sindacco, familia Sindacco îi declară război lui Salvatore, forțându-l să vină în Las Venturas și să preia controlul asupra cazinoului în locul lui Ken. Mai târziu, Carl îi ajută pe Ken, Kent Paul și Maccer să scape de Salvatore, înscenându-le moartea și spunându-le să plece din Las Venturas și să nu iasă în evidență pentru ceva vreme. După întoarcerea lui Carl în Los Santos, Ken, Paul și Maccer încep să lucreze pentru Madd Dogg, ajutându-l să-și reînceapă cariera muzicală. Ken apare la finalul jocului, sărbătorind împreună cu CJ și prietenii lui.
- Kent Paul - Kent Paul este un producător muzical englez, care a apărut anterior și în Grand Theft Auto: Vice City. După evenimentele din GTA: Vice City, Paul s-a mutat din Vice City înapoi în Anglia și a devenit managerul unei trupe numite The Gurning Chimps, împrietenindu-se cu unul dintre membrii acesteia, Maccer. În timpul unui turneu al trupei prin San Andreas, ei au dat peste The Truth în Las Venturas, care s-a oferit să-i ducă într-un safari. Însă, după ce au fumat cu toții o specie misterioasă de cactus, ei au leșinat, fără să-și amintească nimic din cele întâmplate; The Truth s-a trezit, în mod misterios, în Los Santos și îl sună pe CJ să-i salveze pe Paul și Maccer, care s-au pierdut prin deșert, în timp ce tot restul trupei a dispărut fără urmă. Carl îi salvează pe cei doi și apoi îi lasă la Cazinoul Caligula din Las Venturas. După ce Salvatore preia controlul asupra cazinoului, el începe să-i țină pe Paul și Maccer ostatici. CJ îi ajută pe cei doi și pe Ken Rosenberg să scape, înscenându-le moartea și spunându-le să plece din Las Venturas și să nu iasă în evidență pentru ceva vreme. După întoarcerea lui Carl în Los Santos, Paul, Maccer și Ken încep să lucreze pentru Madd Dogg, ajutându-l să-și reînceapă cariera muzicală. Paul apare la finalul jocului, sărbătorind împreună cu CJ și prietenii lui.
- Maccer - Maccer este solistul trupei The Gurning Chimps și cel mai bun prieten al lui Kent Paul, managerul trupei. El nu a văzut niciodată America, astfel că se bucură când află că trupa va pleca într-un turneu acolo. În timpul jocului, Maccer se află mereu în compania lui Paul, astfel că cei doi au parte de același peripeții: pleacă într-un safari cu The Truth, numai pentru a se trezi în mijlocul deșertului de lângă Las Venturas după ce au fumat cu toții o specie misterioasă de cactus și au leșinat, fără să-și amintească nimic din cele întâmplate; sunt salvați de către CJ (trimis de The Truth) și lăsați apoi la Cazinoul Caligula din Las Venturas, în timp ce toți ceilalți membri ai trupei au rămas pierduți fără urmă; împreună cu Ken Rosenberg, sunt ținuți ostatici de către Salvatore Leone, dar mai târziu sunt salvați de către Carl, care le înscenează moartea și le spune să plece din Las Venturas și să nu iasă în evidență pentru o vreme; și, după întoarcerea lui CJ în Los Santos, încep să lucreze pentru Madd Dogg, ajutându-l să-și reînceapă cariera muzicală. Maccer apare de asemenea la finalul jocului, sărbătorind împreună cu CJ și prietenii săi.
- Zero - Zero este un expert în electronice, care lucrează ca managerul magazinului de modele teleghidate Zero RC din San Fierro. El este o veche cunoștință de-a lui The Truth, care i-l prezintă pe Carl, acesta recrutându-l să-l ajute cu garajul său din San Fierro. După ce CJ își începe afacerea, el este sunat de către Zero, care îi cere să-i cumpere magazinul după ce fostul proprietar l-a pus la vânzare. Zero îi cere apoi ajutorul lui Carl în a-l învinge pe rivalul său, Berkley, cei doi protejând împreună magazinul de un atac al unor avioane cu telecomandă controlate de Berkley, omorând toți curierii care lucrează pentru afacerea acestuia, și învingându-l într-un război al vehiculelor teleghidate, în urma căruia Berkley este obligat să plece din San Fierro. Mai târziu, Zero colaborează cu Wu Zi Mu și Carl în plănuirea jafului Cazinoului Caligula din Las Venturas, dar în secret Zero îi spune de acest lucru și lui Berkley, pentru a se lăuda, acesta anunțând imediat autoritățile, ceea ce complică jaful. După terminarea jafului, CJ află de acest lucru și lovește pe Zero în față, care leșină. Zero nu mai este văzut niciodată după aceasta.
- Jizzy B. - Jizzy este cel mai mare proxenet din San Fierro și proprietarul clubului Pleasure Domes de la periferia orașului, precum și un membru important al Sindicatului Locco, care produce și trimite droguri în Los Santos. În cadrul Sindicatului, el este cel responsabil cu planificare întâlnirilor și transportul drogurilor. Carl își oferă serviciile lui Jizzy, câștigându-i rapid încrederea și făcând curând cunoștință și cu ceilalți doi lideri ai Sindicatului, Mike Toreno și T-Bone Mendez, dar în secret el lucrează pentru Jizzy numai pentru a se integra în Sindicat și a afla cât mai multe informații despre el. În cele din urmă, Carl îl trădează și îl ucide pe Jizzy, obținând un telefon de unde află când și unde va avea loc următoarea întâlnire a Sindicatului cu Ballas.
- T-Bone Mendez - T-Bone este un alt membru important al Sindicatului Locco, precum și liderul bandei San Fierro Rifa. El reprezintă "mușchii" Sindicatului, oferind protecție și arme de foc, și, de regulă, nu are încredere în oameni. De asemenea, banda lui T-Bone este veche rivală cu Varrios Los Aztecas, condusă de Cesar Vialpando, care dorește să se răzbune pe T-Bone după ce acesta i-a omorât personal doi prieteni. T-Bone este ucis în cele din urmă de către Carl și Cesar, în timpul unei întâlniri cu Ryder și cu Ballas.
- Catalina - Catalina este verișoara lui Cesar Vialpando, care a apărut anterior și în Grand Theft Auto III. Ea locuiește într-o cabană izolată în zona rurală și lucrează alături de Carl în jaful unor anumite afaceri din Red County. CJ o cunoaște pe Catalina prin intermediul lui Cesar și, deși lucrează alături de ea doar pentru a face rost de niște bani în urma exilării sale din Los Santos, cei doi intră într-o relație destul de abuzivă, deși se despart la scurt timp, din cauză că CJ nu i-a putut face pe plac. Mai târziu, Catalina pierde o cursă în favoarea lui Carl și astfel este nevoită să-i ofere actele de proprietate pentru un garaj din San Fierro. În timp ce CJ merge acolo pentru a-și începe propria afacere, Catalina pleacă din San Andreas în Liberty City, împreună cu noul ei iubit, Claude (ceea ce inițiază evenimentele din GTA III). Catalina îl mai sună pe Carl de încă câteva ori în etapele următoare ale jocului, spunându-i despre relația sa cu Claude pentru a-l face pe CJ gelos, însă fără succes.
- Salvatore Leone - Salvatore este liderul Familiei Mafiote Leone din Liberty City, care a apărut și în Grand Theft Auto III și Grand Theft Auto: Liberty City Stories. După ce familia Sindacco îi declară război (din cauza morții lui Johnny Sindacco), el este nevoit să vină în Las Venturas și să preia controlul asupra Cazinoului Caligula, în locul lui Ken Rosenberg. Salvatore îl angajează apoi pe CJ și, cu ajutorul lui, elimină influența celorlalte două familii (Sindacco și Forelli), ceea ce îi dă mai mult control asupra cazinoului. Totuși, Carl îl trădează curând pe Salvatore și ajută Triadele în a-i jefui cazinoul. După ce află de acest lucru, Salvatore îl sună furios pe CJ și amenință să-l omoare pe el și toți cei dragi lui, dar acesta îl ignoră.

### Personaje minore
- Beverly Johnson - Beverly este mama lui Carl, Sweet, Kendl și Brian. La scurt timp înainte de evenimentele jocului, ea a fost omorâtă de niște Ballași prin împușcături din mașină (deși acest eveniment a fost un accident, ținta atacului fiind de fapt Sweet); moartea ei a reprezentat motivul întoarcerii lui CJ în Los Santos după 5 ani petrecuți în Liberty City. Beverly nu apare niciodată în joc, ci doar este menționată în timpul unor misiuni.
- Brian Johnson - Brian este fratele mai mic al lui Carl, Sweet și Kendl, și un fost membru loial al Grove Street Families. El a fost omorât cu 5 ani înainte de evenimentele jocului, Sweet considerându-l pe CJ vinovat că nu a făcut nimic să-l salveze. Acest lucru a reprezentat motivul plecării lui Carl din Los Santos în Liberty City timp de 5 ani, dar s-a întors când a aflat de moartea mamei lor. La întoarcere lui CJ în Los Santos, Sweet este încă supărat pe el pentru moartea lui Brian, precum și a mamei lor, și pentru faptul că nu a venit la înmormântarea niciunuia dintre ei, dar până la finalul jocului ajunge să-l ierte. Brian nu apare niciodată în joc, ci doar este menționat în timpul unor misiuni.
- Emmet - Emmet este un vânzător de arme și un membru al Sevile Boulevard Families. El este un vechi prieten al familiei Johnson și vinde arme membrilor Grove Street Families. După ce cele două bande s-au despărțit, Sweet și Big Smoke au încetat să mai cumpere de la Emmet, dar CJ îi convinge s-o facă din nou, la scurt timp după întoarcerea sa în Los Santos. Emmet vinde, de regulă, doar arme mici, precum pistoale, deși Ryder a reușit o dată să obțină un AK47 de la el.
- Mark Wayne (B-Dup) - B-Dup este un fost membru al Grove Street Families care, cu ceva timp înainte de evenimentele jocului, s-a distanțat de Grove Street și a devenit un traficant de droguri în schimb. La scurt timp după întoarcerea lui CJ în Los Santos, acesta și Ryder încearcă să-l recruteze pe B-Dup înapoi în Grove Street, dar el îi refuză furios. B-Dup îl are, de asemenea, pe Barry "Big Bear" Thorne drept sclav, punându-l să-i facă curat prin casă în schimbul drogurilor. După întoarcerea lui Carl în Los Santos în urma exilării sale de lungă durată, CJ și Sweet îl confruntă pe B-Dup și îl amenință, pentru a le dezvălui unde se ascunde Big Smoke, dar acesta nu știe nimic.
- Barry Thorne (Big Bear) - Big Bear este un fost membru respectat al Grove Street Families care, cu ceva timp înainte de evenimentele jocului, s-a distanțat de Grove Street și a devenit dependent de droguri. El a ajuns, de asemenea, sclavul lui B-Dup, care îl pune să facă curat prin casă în schimbul drogurilor. După întoarcerea lui Carl în Los Santos în urma exilării sale de lungă durată, Big Bear se întoarce împotriva lui B-Dup și își declară intenția de a redeveni un membru Grove Street. El pleacă apoi cu Sweet, care promite că "îl va aduce pe vechiul Big Bear înapoi".
- Berkley - Berkley este rivalul lui Zero, care deține propriul magazin RC de modele teleghidate în San Fierro. Zero îi cere ajutorul lui CJ în a-l învinge pe Berkley, cei doi lucrând împreună pentru a apăra magazinul lui Zero de un atac al unor avioane teleghidate de Berkley, pentru a-i ucide acestuia toți curierii care lucrează pentru afacerea sa, și pentru a-l învinge într-un război al vehiculelor teleghidate. După toate aceste înfrângeri, Berkley este nevoit să plece din San Fierro. Mai târziu, Zero îi spune lui Berkley despre jaful Cazinoului Caligula pentru a se lăuda, iar acesta contactează imediat autoritățile, ceea ce complică jaful; după ce află de acest lucru, Carl îl lovește pe Zero în față. Berkley nu apare niciodată în joc, ci doar este menționat de către Zero.
- Ran Fa Li - Ran Fa Li este liderul Red Gecko Tong, un grup de Triade, și unul dintre co-liderii Triadelor din San Fierro, alături de Woozie. El este superiorul lui Woozie, astfel că îi cere acestuia să rezolve problema războiului cu banda Da Nang Boys. După ce aceștia sunt complet eliminați din San Fierro, Woozie îi câștigă în sfârșit respectul lui Ran Fa Li. Mai târziu, Woozie îi numește pe CJ și pe Ran Fa Li asociați în afaceri la Cazinoul Cei Patru Dragoni din Las Venturas. Ran Fa Li nu vorbește niciodată clar ci doar scoate niște mormăituri ciudate, de aceea are mereu nevoie de un traducător.
- Guppy - Guppy este un membru al Mountain Cloud Boys și unul dintre asistenții personali ai lui Woozie. El îl însoțește mereu pe Woozie, ajutându-l să meargă, și îl ajută pe CJ în jaful Cazinoului Caligula, și mai târziu și în a recuceri vila lui Madd Dogg.
- Dwayne și Jethro - Dwayne și Jethro sunt doi mecanici, care au apărut anterior și în Grand Theft Auto: Vice City. Ei sunt vechi cunoștințe de-a lui The Truth, care li-l prezintă pe Carl, acesta recrutându-i să-l ajute cu garajul său din San Fierro.
- Johnny Sindacco - Johnny este un membru de rang înalt al familiei mafiote Sindacco, și fiul lui Paulie Sindacco, liderul familiei. La sosirea lui CJ în Las Venturas, Johnny a fost prins de oamenii lui Woozie și interogat pentru a afla pentru ce familie lucrează, dar el a refuzat să vorbească. Astfel, Woozie îi cere ajutorul lui Carl, care îl leagă pe Johnny de capota din față a unei mașini și conduce apoi periculos prin oraș, până Johnny este destul de speriat și îi spune ce voia să știe. Fiind traumatizat de această experiență, Johnny se recuperează în spital, dar mai târziu niște membri ai familiei Forelli încearcă să-l ucidă prin a distruge ambulanța în care se află. CJ, care lucrează alături de Ken Rosenberg în a preveni un război între familiile Leone, Sindacco și Forelli, îl salvează pe Johnny și îl duce apoi în siguranță. Totuși, când Carl și Ken se duc mai târziu la o întâlnire cu Johnny, acesta îl recunoaște pe Carl și moare din cauza unui atac de cord provocat de șoc.
- Tony - Tony este un papagal vorbitor și companionul lui Ken Rosenberg.
- Maria Latore - Maria este o chelneriță la Cazinoul Caligula, care a apărut și în Grand Theft Auto III și Grand Theft Auto: Liberty City Stories. Ea începe rapid o relație cu Salvatore Leone, datorită averii acestuia, și mai târziu chiar ajunge să se căsătorească cu el, mutându-se împreună în Liberty City.
- Claude - este protagonistul din Grand Theft Auto III. În joc, el face o scurtă apariție în calitate de noul iubit al Catalinei și concurează alături de ea într-o cursă de mașini împotriva lui CJ, înainte de a pleca împreună cu ea în Liberty City (ceea ce inițiază evenimentele din GTA III).
- Ralph Pendelbury - este un ofițer de poliție din Los Santos, care în secret plănuia să informeze Afacerile Interne despre corupția lui Tenpenny. El este omorât de către Jimmy Hernandez, la ordinele lui Tenpenny și Eddie Pulaski, care apoi îl învinovățesc pe CJ pentru moartea lui, obligându-l astfel să lucreze pentru ei.

## Povestea
În 1992, Carl "CJ" Johnson, un fost membru al bandei Grove Street Families din Los Santos, se întoarce acasă după cinci ani petrecuți în Liberty City pentru a participa la înmormântarea mamei sale. La sosire, el este interceptat de un grup de polițiști corupți numit C.R.A.S.H. - Frank Tenpenny, Eddie Pulaski și Jimmy Hernandez - care amenință să-i însceneze uciderea ofițerului Ralph Pendelbury dacă nu cooperează cu ei. După ce aceștia îl lasă să plece, CJ se întâlnește cu fratele său Sweet, sora sa Kendl, și prietenii lor Big Smoke și Ryder. Sweet este supărat pe CJ pentru lunga sa absență și îl consideră vinovat pentru pierderea din putere a bandei lor, dar CJ îl convinge să-l ierte după ce promite să rămână în Los Sanos să ajute la reclădirea bandei lor. Cei doi frați lucrează îndeaproape cu Big Smoke și Ryder pentru a readuce Grove Street la putere, și a-i învinge pe rivalli lor principali, pe Ballas. În timpul războiului dintre bande, CJ este nevoit să-l asiste pe Tenpenny cu câteva afaceri ilegale, și ajută un alt prieten, OG Loc, să-și înceapă cariera de rapper. De asemenea, el îl se împrietenește cu iubitul lui Kendl, Cesar Vialpando, liderul bandei Varrios Los Aztecas, după ce descoperă că acesta este un iubit bun și are grijă de sora lui. 
În cele din urmă, cu Grove Street mai puternică ca oricând, Sweet plănuiește un atac asupra unui grup major de Ballași pentru a pune capăt războiului. Înainte să i se poată alătura, CJ este sunat de Cesar, care a investigat atacul în care a fost omorâtă mama lui și îi dezvăluie că acesta a fost aranjat de Big Smoke și Ryder, care au trădat banda și au lucrat îndeaproape cu C.R.A.S.H. și cu Ballas, deși atacul ar fi trebuit să-l omoare pe Sweet în schimb. Realizând că fratele său se îndreaptă într-o capcană, CJ încearcă să-l salveze, dar amândoi sunt arestați de poliție. În timp ce Sweet este încarcerat, CJ este eliberat de C.R.A.S.H. și dus în mediul rural din afara Los Santos-ului, unde este nevoit să realizeze misiuni care să păstreze corupția acestora un secret în schimbul siguranței lui Sweet în închisoare.  
Cu Grove Street dezbinată și Big Smoke și Ryder conducând un imperiu de droguri în Los Santos alături de Ballas, CJ îi sună pe Cesar și Kendl, singurii săi aliați rămași, și le cere să părăsească orașul pentru siguranța lor. Căutând să facă rost de bani pentru toți trei, CJ începe să o ajute pe verișoara lui Cesar, Catalina, cu o serie de jafuri, și participă în curse stradale, unde îl întâlnește pe Woozie, un lider orb al Triadelor din San Fierro. De asemenea, el se împrietenește cu un hipiot numit The Truth și îl ajută să producă o cantitate mare de droguri pentru Tenpenny, ce vor fi necesare pentru o misiune ulterioară. În cele din urmă, CJ câștigă un garaj în San Fierro de la noul iubit al Catalinei, pe care îl transformă într-o afacere de succes cu ajutorul lui Cesar, Kendl și al cunoștințelor lui The Truth: mecanicii Dwayne și Jethro și geniul în dizpozitive Zero. Cât timp se află în San Fierro, CJ ajută Triadele în războiul lor împotriva bandei Da Nang Boys, câștigându-i respectul lui Woozie, și alfă de Sindicatul Locco, o organizație condusă de Mike Toreno ce le furnizează droguri Ballașilor. CJ se infiltrează în organizație și lucrează pentru ei cu scopul de a le câștiga încrederea, înainte de-ai trăda și a-i elimina cu ajutorul Triadelor și al lui Cesar, omorându-i pe doi dintre liderii sindicatului, Jizzy B. și T-Bone Mendez, precum și pe Ryder când sosește pentru o întâlnire. 
La scurt timp după ce distruge laboratorul de droguri al sindicatului, CJ este contactat de Toreno, încă în viață, care îi dezvăluie că este un agent guvernamental sub acoperire și că ofițerul Pendelbury a fost omorât la ordinele lui Tenpenny deoarece a amenințat să-i expună corupția. CJ îl ajută apoi pe Toreno cu câteva operațiuni în schimbul eliberării lui Sweet din închisoare. Mai târziu, CJ se duce în Las Ventruas, unde Woozie îi cere ajutorul în a deschide un cazinou, deoarece întâmpină probleme din partea Famillilor Mafiote din Liberty City. CJ îl ajută pe Woozie să plănuiască un jaf al cazinoului Mafiei din oraș, și câștigă încrederea Mafiei după ce lucrează pentru Ken Rosenberg, managerul cazinoului, iar ulterior pentru Salvatore Leone, liderul Familiei Leone, care sosește în oraș după ce izbucnește un război între cele trei familii. În cele din urmă, CJ îl trădează pe Salvatore, ajutându-i pe Ken și pe prietenii săi, Kent Paul și Maccer, să scape de Mafie, și asistând Triadele în a-i jefui cazinoul. De asemenea, CJ îl salvează pe rapper-ul Madd Dogg, a cărui carieră a distrus-o în mod neintenționat când l-a ajutat pe OG Loc, de la o încercare de sinucidere. În cele din urmă, Tenpenny îl trădează pe CJ și îl lasă pe Pulaski să-l omoare, precum și pe Hernandez, care i-a trădat și i-a dat în vileag. Pulaski reușește să-l omoare pe Hernandez, dar este apoi ucis de CJ. 
CJ începe să conducă cazinoul Triadelor alături de Woozie, ce este un real succes, când este abordat de Madd Dogg, care îi cere să-i devină manager și să-l ajute să-și reclădească cariera. Întorcându-se în Los Santos, CJ preia înapoi conacul lui Madd Dogg de la Vagos, cărora li l-a vândut pentru droguri, și îi recrutează pe Ken, Paul și Maccer să-l ajute cu cariera sa. La scurt timp, CJ este vizitat de Toreno, care îi cere o ultimă favoare, și apoi îl eliberează pe Sweet. Deși CJ se bucură să-și aibă fratele înapoi, acesta este din nou supărat că a ignorat banda lor în favoarea banilor, astfel că CJ își dovedește loialitate prin a-l ajuta din nou să reclădească Grove Street. De asemenea, el îl ajută pe Madd Dogg să se răzbune pe OG Loc, care ajunge la faliment în timp ce Madd Dogg își reîncepe în mod oficial cariera muzicală. Între timp, Tenpenny este arestat și judecat, dar este lăsat liber din cauza lipsei de dovezi, ceea ce provoacă revolte violente în întregul oraș. După ce îl ajută pe Cesar să recucerească teritoriul bandei sale, și preia numeroase teritorii pentru Grove Street de la Ballas și Vagos, CJ decide să se răzbune pe Big Smoke pentru trădarea sa. Confruntându-l în fortăreața sa, CJ îl rănește mortal, iar cu ultimele sale cuvinte Big Smoke admite că a trădat banda pentru bani și putere. Chiar atunci apare și Tenpenny pentru a-și lua partea cuvenită din banii lui Smoke, cu care intenționează să fugă din oraș. Cu ajutorul lui Sweet, CJ îl urmărește apoi pe Tenpenny prin oraș, până ce acesta face accident și moare chiar în fața casei lui CJ. 
Mai târziu, cu Grove Street din nou la putere și revoltele luând sfârșit, CJ sărbătorește în casa lui împreună cu familia și prietenii săi (Sweet, Kendl, Cesar, Madd Dogg, Ken Rosenber, Kent Paul și Maccer), înainte de a ieși să vadă ce se mai întâmplă prin cartier. 

### Apariții ale personajelor din alte jocuri
Fiind un prequel pentru Grand Theft Auto III și un sequel pentru Grand Theft Auto: Vice City, jocul include apariții ale mai multor personaje din jocurile respective. Salvatore Leone și Familiile Mafiote din Liberty City (Leone, Sindacco și Forelli), precum și viitoarea soție a lui Salvatore, Maria Latore, apar în joc, în Las Venturas; Mafia controlează mare parte din oraș și au o rivalitate cu Triadele, care reprezintă aliați ai jucătorului. Cu toate acestea, CJ lucrează puțin pentru Salvatore, însă doar pentru a-i câștiga încrederea înainte de a ajuta Triadele să jefuiască cazinoul Mafiei, Palatul Caligula. Și Catalina, antagonistul principal din GTA III, apare în joc, fiind prezentată ca verișoara lui Cesar Vialpando, un aliat important al lui Carl, și îl ajută pe acesta cu câteva jafuri în zona rurală din afara Los Santos-ului, înainte de a pleca în Liberty City împreună cu noul ei iubit, după ce l-a părăsit pe CJ (inițiind astfel evenimentele din GTA III); Claude, protagonistul tăcut din GTA III, face la rândul său o apariție minoră, în calitate de noul iubit al Catalinei. 
Printre personajele din GTA Vice City prezente aici se numără Ken Rosenberg și Kent Paul, ca aliați importanți ai jucătorului, precum erau și în jocul respectiv. Paul este managerul unei trupe muzicale pe care CJ trebuie să-l salveze din deșertul de lângă Las Venturas împreună cu partenerul său, Maccer, în timp ce Ken a fost angajat de Mafie pe post de manager al Cazinoului Caligula din Las Venturas, însă sub amențarea de a fi omorât în cazul în care va izbucni vreun conflict între cele trei familii. După ce sunt ajutați de CJ să scape de Mafie, Ken, Paul și Maccer fug din Las Venturas și ajung să lucreze pentru rapper-ul Madd Dogg în Los Santos, fiind văzuți ultima dată la finalul jocului, sărbătorind primul Disc de Aur al lui Madd Dogg împreună cu ceilalți aliați ai lui CJ. De asemenea, Dwayne și Jethro, două personaje minore din GTA Vice City, joacă un rol mai important aici, fiind introduși ca niște mecanici și vechi cunoștințe de-ale lui The Truth care îl ajută pe CJ cu garajul său din San Fierro. Tommy Vercetti, protagonistul din GTA Vice City, este menționat de câteva ori în joc, în principal de Ken Rosenberg, vechiul său partener de afaceri.

## Diferențe față de jocurile anterioare
Diferit față de GTA-urile anterioare, în San Andreas nu există așa-numitele "loading screens"(ecranele care apăreau în timpul jocului pentru a se încărca o nouă insulă), deși harta este notabil mult mai mare. Aceste ecrane de încărcare mai apar doar când jucătorul intră într-un magazin sau începe o misiune. O altă diferență considerabilă este că jucătorul poate schimba de la modul "single-player" la modul "multi-player" când face un rampage(nu și pe platforma Windows). Cele 100 de "Hidden Packages"-uri(Pachete ascunse) au fost înlocuite cu 100 "spray paint tags"(grafittiuri de respreiat), 50 de potcoave, 50 de poze(în locații speciale) și 50 de scoici.
Noua concepție a camerei de filmat, a felului de a te bate și a modului de a ținti cu arma au fost adaptate după alt joc Rockstar, Manhunt. Culorile de la verde la roșu indică gradul de sănătate al oponenților. Mașinile au fost adaptate după jocul Rockstar Midnight Club. Acum există mai multe mașini de cursă iar aproape toate mașinile din joc pot avea propulsie pe azot lichid("nitrous oxide").

### Caracteristici noi

#### Vehicule
În total sunt aproape 200 vehicule în joc, față de jocurile anterioare în care erau cam 80. S-au adăugat biciclete, mașini de deșert(precum cele din cursa Paris-Dakkar), trenuri, combine, un curățător de străzi, amfibii, tractoare, mașini de tuns iarba, avioane, mașini cu care se pot tracta alte mașini, și multe altele.
În jocurile anterioare existau doar câteva aparate de zbor, pe când în San Andreas există 11 avioane și 9 elicoptere, acestea sunt folosite foarte des dea lungul jocului. "Hydra", un  Harrier Jump Jet, este folosit în misiuni. "Shamal" este creat după un Learjet și se poate găsi pe orice aeroport. Unele elicoptere se pot găsi oprite în diferite locuri iar altele pot fi obținute doar după ce primești o licență de pilot respectiv de zbor. Unele avioane, precum AT400 (Airbus A319), Beagle(Brittan-Norman Bilander), Leviathan, Nevada (Douglas DC-3), Raindance, Rustler (P-51 Mustang) și Shamal se deblocehază în timp și se găsesc pe aeroporturi. Sea Skimmerul are la bază o mitralieră folosibilă.
Toate vehiculele se pot obtine prin coduri.
Bărci noi au fost adăugate iar altele modificate. Launch este o șalupă militară care are o mitralieră de calibrul 50 pe acoperiș, dar este obiect static(nu se opoate folosi), dar mitraliera de pe barca poliției se poate folosi.

#### Personaje
Jucătorii pot să înoate și să se cațere pe pereți. În apă nu mori, decât dacă te scufunzi prea mult și rămâi fără aer. De asemenea, jucătorul poate ține două arme în mână. Harta fiind așa de mare, se poate pune un punct pe ea, pentru a se putea ajunge la destinația dorită. Aceste lucruri pot avea efect asupra celorlalte personaje din joc. Respectul lui CJ crește/scade o dată cu acțiunile lui și numărul de prietene. Pentru ca CJ să aibă forță, trebuie să fie antrenat, adică să meargă la fitness. Mâncatul și exercițiile pot avea efect asupra aspectului lui CJ.
De-a lungul jocului se pot perfecționa: forța, condusul, ciclatul, zburatul, capacitatea plămânilor și folosirea armelor (când acesta este destul de mare, CJ poate ține în ambele mâini arme de același fel). CJ poate discuta cu un unele personaje din joc, răspunzând afirmativ sau negativ (Rockstar susține că ar fi 4200 de dialoguri diferite în joc).
Inteligența artificială a personajelor din joc a fost schimbată. Dacă ataci un pieton, celialți fug sau sunt speriați iar dacă în preajmă se află un membru al unei bande rivale, acestal începe să tragă în CJ. Poliția nu mai trage numai în personajul principal, ci și în cei care se împușcă pe stradă sau se bat. În cazul în care mașina de poliție este lovită de orice altă mașină, aceasta urmărește aceea mașină, până când șoferul este omorât.

#### Abilități noi
- Modificarea mașinilor

Majoritatea mașinilor din joc pot fi modificate la multiplele garaje. Toate modificările sunt vizuale, mai puțin azotul lichid("nitrous oxide", cunoscut și drept "boost", care accelerează mașina foarte repede) și suspensiile hidraulice, care pot ridica sau coborî mașina la nivelui dorit(mașinile modificate în acest fel sunt renumite și cunoscute sub numele de "lowrides"). Alte modificări sunt sisteme stereo, faruri, spoilere, etc. 
- Războaie între bande

Scopul acestor așa zise războaie este obținerea teritoriului, a baniilor și a respectului. Un război începe, când CJ omoară 3-4 membrii ai unei bande rivale în cartierul acesteia. Dacă jucătorul câștigă războiul, teritoriul îi revine lui și membrii bandei lui  încep să umble pe străzi. Ocazional, teritoriile sunt atacate de rivale, acestea pot fi apărate, dar pot fi și pierdute. O dată ce toate teritoriile sunt obținute, ele nu mai sunt atacate. 
- Jafuri

Dacă CJ are un Boxville negru, noaptea el poate să meargă, să jefuiască unele case. Cu cât mai multe bunuri ia, cu atât mai mulți bani primește.
- Mini-jocuri

Multe mini-jocuri se găsesc în San Andreas. Acestea sunt basketball, biliard(pool), dansuri, dansuri "lowride", pariuri sportive(curse de cai), jocuri de noroc(în cazinouri) și jocuri clasice(gen "arcade games").
- Multiplayer

Jocul în doi a fost lansat pe Xbox și PlayStation 2. Au fost create niște "rampage"-uri speciale pentru acest tip de joc. Ambii jucători trebuie să se afle pe același ecran(și să aibă puțin respect unul de celălalt).
Pentru PC există expansiuni multiplayer realizate de fanii GTA precum Multi Theft Auto
- Banii

Utilizarea banilor a fost lărgită. Jucătorii pot paria banii pot cumpăra haine, modifica mașini, cumpăra mâncare ș.a.m.d. Dacă cheltuie prea mulți bani, CJ poate avea datorii. În acest caz, o persoană necunoscută îl sună și îi spune să plătească datoriile. În caz contrar, CJ este omorât de patru membri ai bandei.

## Muzica din joc
Precum jocurile anterioare, San Andreas are o mulțime de melodii din perioada în care se întâmplă jocul. Artișit notabili sunt The Who, Toto, Faith No More, Depeche Mode, James Brown, Soundgarden, KISS, Rage Against the Machine, Danzig, Cream, Alice in Chains, Guns N' Roses, Snoop Dogg, N.W.A., 2Pac, Ice Cube, Dr.Dre, Eazy-E, Stone Temple Pilots, Lynyrd Skynyrd, și Ozzy Osbourne,50 Cent.
În San Andreas se găsesc 11 stații radio: WCTR(West Coast Talk Radio), radio cu talkshow-uri și știri; Master Sounds 98.3, funk și soul; K-Jah West(radio emis din Liberty City), raggae; CSR(Contemporary Soul Radio), new jack swing; Radio X - The Alternative, rock; Radio Los Santos, rap; SF-UR(San Fierro-Underground Radio), house; Bounce FM, funk; K-DST - The Dust, rock clasic; K-Rose, country; și Playback FM, hip hop clasic. Vocea moderatorului K-DST este a lui Axl Rose.
Sistemul radio este diferit de jocurile anterioare, în care la radio se tot repeta același sunet MP3. Jocul alege singur ce melodie urmează, acest lucru permite ca melodia să fie întotdeauna alta. La WCTR, știrile sunt corelate cu acțiunile lui CJ și ale altor personaje. Pe măsură ce jucătorul face tot mai multe misiuni, știrile și talkshow-urile se schimbă.
La instalarea jocului, acesta creează în My Documents folderul San Andreas User Files. Aici se găsește folderul User Tracks, în care jucătorul poate adăuga MP3-uri pe care le poate asculta ca pe un radio în joc(valabil doar pe PC și Xbox).

## Vânzări, aprecieri, critici și premii
| Premii                                               | Premii |
| ---------------------------------------------------- | --- |
| Cel mai bun din 2004 premii IGN                      | PlayStation 2, jocul anului 2004, Cel mai bun joc de acțiune pentru PS2 , Cea mai bună poveste pentru PS2 |
| Cel mai bun și cel mai rău din 2004, premii Gamespot | Cel mai bun joc Playstation 2, Cel mai bun joc de acțiune-aventură , Alegerea jucătorului - Cel mai bun joc de acțiune-aventură pt. PS2 , Alegerea jucătorului - Jocul PS2 al anului, Cele mai bune voci, Cel mai amuzant joc |
| Premiile SpikeTV 2004 pentru jocuri video            | Jocul anului, Cea mai bună performanță pentru un om (bărbat), Cel mai bun joc de acțiune, Cea mai bună muzică |

Datorită lansării jocului pe PS2, San Andreas a fost foarte apreciat. San Andreas a depășit toate speranțele și a devenit unul din cele mai bune jocuri pentru Play Station 2, ajungând la 95% jocul video favorit (potrivit lui Metacritic). Este al cincelea joc extrem de apreciat din istoria Play Station 2. GameSpot i-a dat nota 9.6 (din 10 posibil), și premiul Editor's Choice. GTA: SA a primit 9.6 și de la 1UP.com și nota 10 de la "Official U.S. PlayStation Magazine". Sau dat foarte multe premii datorită finalului rămas "deschis" și a vocilor. Jocul a fost criticat pentru că are greșeli grafice, modelele caracterelor sunt "slăbuțe", prea multe controale, auto-țintitul (cu armele) spre alte personaje și unele idei nou introduse minore.
Vânzări
Până pe 3 martie 2005, jocul a fost vândut în peste 12 milioane de exemplare doar pentru PlayStation 2. Pe 25 septembrie 2007, San Andreas a devenit cel mai bine vândut joc din Statele Unite ale Americii, la fel cum au fost și cu GTA III și GTA: Vice City înainte lor. Până pe 26 septembrie 2007, GTA: SA a vândut peste 20 de milioane de exemplare, dintre care 8,6 milioane în SUA. În 26 martie 2008, San Andreas a atins pragul de 21,5 milioane de exemplare vândute în toată lumea.

## Controversa "Hot Coffee"
În iunie 2005, o modificare a jocului San Andreas a apărut pe internet. Ea a fost creată de Patrick Wildenborg (alias "PatrickW"), un tânăr olandez. "Hot Coffee" face aluzie la scenele nevăzute în joc.
După instalarea modificării, scena nu mai este privită din afara casei ci din casă (acest lucru exista deja în joc, doar că nu putea fi accesat de oricine). Mai târziu, tot în iunie, Jay "FNG" a transformat într-un mini-joc ceea ce înainte era doar un film. Jucătorul putea face parte din "acțiune". Datorită acestui joc, GTA:SA a fost revizuit și a primit alte ratinguri. În America, până și politicienii s-au implicat în acest scandal.
Pe data de 20 iulie 2005, producția jocului a încetat, pentru a se exclude din viitoarele exemplare partea cu Hot Coffee. ESRB și-a schimbat părerea despre joc și i-a dat ratingul AO (Adults Only). Multe magazine au renunțat să mai vândă jocul. Această modificare a fost făcută doar pentru Xbox și PlayStation 2.
Rockstar a relansat jocul pentru PC, "Hot Coffee" fiind transformat în "Cold Coffee". De asemenea, pentru Xbox a fost lansată o versiune fără "Hot Coffee", numită "Trilogia" (aceasta conținea toate cele 3 GTA-uri), iar pentru PS2 a fost lansată o ediție specială. ESRB a redat San Andreas-ului vechiul rating M (Mature).
Articole din Wikinews:
- en  Scenele secrete pornografice stârnesc dispreț
- en  Magazinele renunță să mai vândă jocul datorită scandalurilor

## Mituri
San Andreas este un joc foarte mare iar Rockstar s-a gândit să-l facă mai interesant. Se spune că în joc sunt multe apariții misterioase precum Bigfoot, OZN-uri, monstrul din Loch Ness, fantoma lui Beverly Johnson (mama lui CJ), mașinile fantomă, ucigași în serie, zombi, Leatherface, scorpioni ucigași, Mothman, Biowell, fantoma din Orașul Fantomă, creatura pădurilor, creatura din Shady Creek și multe altele. Doar foarte puține mituri au fost confirmate, iar Rockstar nu și-a exprimat părerea față de ele. Singurul mit despre care Rockstar a spus ceva este Bigfoot, zicând: "În joc nu este niciun Bigfoot, precum în viața reală", deși a continuat, spunând că: "Nu este nici un bigfoot in joc dar este ceva in pădure". Unii spun că ar fi un urs. Bigfoot este rareori văzut doar in versiunea 1.0 a jocului.
Deși Leatherface nu este real, există câteva referințe la personaj în joc. Primul este regiunea "Panopticon", care are același nume ca și închisoarea în care a fost închis Leatherface în seria de filme Masacrul din Texas. Al doilea este că în Panopticon se găsește o drujbă asemănătoare cu cea a lui Leatherface. Al treilea este că într-o cabină din Panopticon se poate observa sânge pe podea.
Mașinile fantome există și se pot găsi în Back o' Beyond. Ele sunt programate să se conducă singure și să încerce să-l calce pe CJ. Zombii există șii sunt un glitch care poate fi realizat ademinind oameni într-un Pay n' Spray și vopsindu-ți mașina odată cu ei, ceea ce îi va face complet invincibili. OZN-urile nu sunt reale, dar poze cu acestea pot fi găsite în barul Lil' Probe'Inn în deșert. Sacii pentru cadavre există și pot fi găsiți într-o groapă din deșert. Creatura pădurilor nu se știe încă sigur dacă există, deoarece nu există nicio dovadă clară, deși uneori ceva asemănător cu o creatură ar putea fi văzut pentru o fracțiune de secundă în păduri, înainte de a dispărea.
Multe mituri sunt posibile doar prin intermediul modurilor, în special Misterix Mod, precum scorpionii ucigași (ce pot fi găsiți în niște tuneluri din deșert) și Biowell (ce iese dintr-o fântână plină cu deșeuri radioactive, asemănător cu Samara din filmul The Ring, care ieșea dintr-un televizor în urma vizionării unei casete bântuite). 

## The Introduction
The Introduction (română Prezentarea) este un mini-film de 26 de minute adăugat în pachetul "Special Edition" pentru PS2. În acest pachet s-a aflat si filmul Sunday Driver. În The Introduction sunt relatate evenimentele dinaintea venirii lui CJ înapoi în Los Santos, fiind astfel un prolog pentru joc. 
Filmul începe în Los Santos, unde Frank Tenpenny și Eddie Pulaski tocmai au terminat o întâlnire cu cineva pe care Pulaski îl face "gras", sugerând că ar fi Big Smoke. Cei doi vorbesc apoi despre ce vor face cu Jimmy Hernandez, care urmează să se alăture echipajului lor. Tepenny spune că nu este îngrijorat cu privire la Hernandez, și că au o problemă mai mare pe cap, ci anume ofițerul Ralph Pendelbury, care a amenințat să-i dea în vileag. După ce Tenpenny și Pulaski pleacă, scena se schimbă la trei membri Ballas care vorbesc într-o alee. Unul dintre ei spune că sfârșitul Grove Street Families este aproape, iar altul zice că nu știe dacă pot avea încredere în unul dintre membrii Grove Street cu care au făcut o înțelegere (referindu-se, din nou, la Big Smoke). Al treilea răspunde că lucrurile se schimbă, și că banii schimbă oameni.
Următoarea scenă îl arată pe Big Smoke vorbind cu Ryder în casa acestuia și convingându-l să se alăture afacerii sale, zicând că nu au de ales și că nu trebuie să-i pară rău. Următoarea scenă are loc în San Fierro, unde T-Bone Mendez bate un om când apare Mike Toreno, care îi spune că au găsit un client în Los Santos. În timp ce Mendez continuă să-l bată pe om, Toreno primește un telefon, după care îi spune că vor fi nevoiți să mărească producția. Următoarea scenă are loc din nou în Los Santos, unde Big Smoke încearcă fără succes să-l convingă pe Sweet că trebuie să-și încalce principiile și să se apuce de afacerile cu droguri dacă vrea ca Grove Street să supraviețuiască. Atunci apare OG Loc, dar Sweet și Smoke îl alungă, zicându-i că nu este un gangster și să meargă la colegiu ca să nu ducă aceeași viață ca și ei. Smoke îl întreabă apoi pe Sweet dacă mai știe ceva de CJ, la care Sweet răspunde că și-a pierdut ambii frații: Brian, care a fost omorât cu cinci ani în urmă, și CJ, care și-a abandonat familia și trăiește în Liberty City. 
Următoarea scenă are loc în Liberty City, unde CJ fură o mașină pentru angajatorul său, Joey Leone. CJ îl sună pe Joey să-l informeze că a obținut mașina, și spune că nu și-a cunoscut niciodată tatăl și că fratele său obișnuia să-i facă numai probleme. Următoarea scenă are loc tot în Liberty City, în casa lui Salvatore Leone, care are o întâlnire cu Johnny Sindacco, sub-șeful Familiei Sindacco. Acesta îi cere lui Salvatore să investeacă în cazinoul Caligula al Familiei Sindacco din Las Venturas, iar acesta acceptă numai dacă el va conduce locul. Când Johnny refuză, Salvatore sugerează să aducă în schimb pe altcineva, independent de cele trei familii, să se ocupe de cazinou. După ce Johnny dezvăluie că exită deja un manager, Salvatore cere ca acesta să fie omorât. Următoarea scenă are loc în Fort Carson, unde Ken Rosenberg iese din spital de la dezintoxicare și decide că are nevoie de o slujbă. Următoarea scenă îl arată pe Tenpenny vorbind cu cineva la telefon (cel mai probabil Big Smoke sau Hernandez), și amenințând acea persoană nu se retragă din ce au stabilit, înainte de a pleca împreună cu Pulaski să-l ia cu mașina pe Hernandez. Următoarea scenă arată o mașină ieșind dintr-un garaj în Los Santos. Următoarea scenă îl arată pe Ken încercând să dea de Tommy Vercetti la telefon, numai pentru a fi refuzat, ceea ce îl înfurie, deoarece consideră că el este motivul succesului lui Tommy.
Următoarea scenă are loc în Anglia, unde Kent Paul, recent devenit managerul trupei The Gurning Chimps, îl anunță pe prietenul său cel mai bun și solistul trupei, Maccer, că vor merge într-un turneu prin San Andreas, ceea ce îl încântă, întrucât Maccer nu a mai văzut niciodată America înainte. Următoarea scenă îl arată pe CJ jefuind un om într-o alee în Liberty City. Următoarea scenă arată doi membri ai Familiei Sindacco îngropându-l pe Mickey, managerul cazinoului Caligula, în deșert, iar unul dintre ei îi explică celuilalt de ce au trebuit să-l omoare. În următoarea scenă, Johnny îl anunță pe Salvatore de moartea lui Mickey, ceea ce-l bucură. Johnny îl întreabă apoi cine va conduce cazinoul acum, iar Salvatore spune că se gândește la fostul avocat al Familiei Forelli: Ken Rosenberg. În următoarea scenă, mașina de mai devreme este văzută a doua oară. Următoarea scenă îi arată pe Tenpenny și Pulaski luându-l pe Hernandez cu mașina din fața secției de poliție. Hernandez spune că a decis să se alăture echipajului C.R.A.S.H. pentru a pune capăt crimelor stradale și începe să vorbească despre cel mai dificil caz al său, dar este oprit de colegii săi de echipă, care îl întreabă dacă este de încredere și îi spun că atunci când vine vorba de criminali nu este totul în alb și negru, înainte de a ieși din mașină. Următoarea scenă arată mașin de mai devreme a treia oară.
Următoarea scenă are loc la cazinoul Caligula în Las Venturas, unde Ken începe să se acomodeze cu noua lui slujbă, când apare Salvatore, care îl amenință cu moartea în cazul în care va izbucni vreun conflict între cele trei familii și îl obligă să facă rost de bani rapid pentru a recupera invetițiile în cazinou. După ce Salvatore pleacă, Ken începe să regrete că a acceptat slujba. Următoarea scenă are loc în Los Santos, unde ofițerul Pendelbury a fost răpit și bătut de Tenpenny, Pulaski și Hernandez. Tenpenny îi ordonă apoi lui Hernandez să-l omoare și, când acesta ezită, Tenpenny îl amenință cu moartea, astfel încât Hernandez este nevoit să-l împuște pe Pendelbury. Ultima scenă are loc pe Grove Street, unde mașina văzută de trei ori până acum trece prin fața casei familiei Johnson și un membru Ballas împușcă înspre casă, înainte de a fugi. Sweet intră rapid în casă și o găsește pe mama sa moartă din cauza împușcăturilor. Mai târziu, Kendl plânge pe treptele casei în timp ce Sweet îl sună pe CJ să-i dea veștile. Neputând credea că a pierdut un alt membru al familiei, CJ realizează că a stat prea mult timp departe de casă și decide să se întoarcă, inițiind astfel evenimentele jocului.

## Versiunea RAGE
Comunitatea GTAForums a lansat o modificare pentru GTA IV. Modificarea înlocuiește harta, mașinile, stațiile radio și armele cu cele din San Andreas, folosind motorul grafic RAGE.